# Caenis perpusilla
Caenis perpusilla is een haft uit de familie Caenidae. De wetenschappelijke naam van de soort is voor het eerst geldig gepubliceerd in 1853 door Walker.
De soort komt voor in het Oriëntaals gebied.